# Selenops radiatus
Selenops radiatus is een spinnensoort behorend tot de Selenopidae.
De spin is grotendeels beige gekleurd. Het kopborststuk heeft een roodbruinachtige tekening. Het achterlijf heeft nog een lichte bruinige bladtekening. De poten zijn grijs met donkergrijs gebandeerd. Het is de enige spin uit deze familie die in Europa wordt gevonden, maar alleen in het Middellandse Zeegebied. De soort wordt ook gevonden in Afrika, India en Myanmar.